# Ненашев, Станислав Иванович
Станисла́в Ива́нович Нена́шев (род. 18 марта 1934, Баку) — советский легкоатлет, специалист по метанию молота. Выступал на всесоюзном уровне в 1950-х годах, победитель и призёр первенств национального значения, бывший рекордсмен мира. Представлял Баку и спортивное общество «Динамо». Мастер спорта СССР.

## Биография
Родился 18 марта 1934 года в Баку, Азербайджанская ССР.
Занимался лёгкой атлетикой в Баку, состоял в добровольном спортивном обществе «Динамо».
В 1950 году в возрасте семнадцати лет уже входил в десятку сильнейших метателей молота страны.
Впервые серьёзно заявил о себе в лёгкой атлетике на всесоюзном уровне в сезоне 1953 года, когда с результатом 57,17 метра одержал победу в метании молота на чемпионате СССР в Москве.
В 1954 году на чемпионате СССР в Киеве стал серебряным призёром в той же дисциплине, уступив только титулованному Михаилу Кривоносову. 12 декабря на домашних соревнованиях в Баку метнул молот на 64,05 метра, превзойдя тем самым мировой рекорд, принадлежавший Кривоносову.
В 1955 году на чемпионате СССР в Тбилиси взял бронзу, став третьим позади Михаила Кривоносова и Николая Редькина. В этом сезоне Ненашев утратил статус рекордсмена мира — рекордсменом вновь стал Кривоносов.
В 1956 году на чемпионате страны в рамках Первой летней Спартакиады народов СССР в Москве Станислав Ненашев добавил в послужной список награду серебряного достоинства — здесь в метании молота его вновь превзошёл Кривоносов.
Несмотря на обладание мировым рекордом, Ненашеву в течение своей спортивной карьеры так и не довелось выступить на Олимпийских играх.
Впоследствии работал тренером по лёгкой атлетике на Сахалине, продолжая при этом выступать на местных соревнованиях.
Автор книги «Метание молота», вышедшей в 1967 году в серии «Библиотечка легкоатлета» под редакцией заслуженного тренера СССР В. В. Садовского.

## Награды
- Медаль «За трудовую доблесть» (27.04.1957) — «за успехи, достигнутые в деле развития массового физкультурного движения в стране, повышения мастерства советских спортсменов, и успешное выступление на международных соревнованиях»